# Celeres
I Celeres (trad. it. veloci) erano un reparto militare romano composto da tre centurie, risalente all'epoca romulea, che aveva come compito principale far da guardia del corpo al re.

## Storia
Fu istituito da Romolo ma ebbe vita breve, poiché eliminato dal successivo re Numa Pompilio. A Tarquinio Prisco, che provò a ricreare i Celeres, si oppose Attio Nevio, perciò il re, invece di creare un corpo speciale di cavalieri come al tempo di Romolo, decise di raddoppiare semplicemente gli equites per aggirare l'opposizione di Nevio.

## Formazione del reparto deiCeleres
Le unità dei Celeres venivano elette dai romani più importanti cioè quelli facenti parte delle curie, queste divisi in tre gruppi: Ramnes, Tities, Luceres ognuna delle quali divise ulteriormente in dieci curiae. Ogni curia aveva il compito di eleggere 10 unità di cavalieri tra gli uomini più forti e robusti (secondo le fonti designate anche ai senatori) per un totale di 300 cavalieri.

## Compiti deiCelerese descrizione
I Celeres avevano vari compiti tra cui fare da guardia personale al rex, proteggere i senatori, stare stanziati nelle prime file e accompagnare in battaglia il rex per proteggerlo, fare da ausilio e da supporto all'esercito vero e proprio in battaglia nel caso ci fosse bisogno. Altre fonti raccontano di una scorta di 300 soldati, forse accostabili ai Celeres , che accompagnava al foro il colpevole di delitti, che qui veniva giudicato.
I Celeres erano formati da giovani armati di lancia (probabilmente a cavallo), secondo il territorio dove si svolgeva la battaglia, facevano o da fanti o da cavalieri. Le fonti affermano anche che il loro comandante, il tribunus celerum, comandante delle tre centurie di equites (ciascuna delle quali era fornita dalle tribus dei Ramnes, Tities e Luceres), poteva disporre, oltre che dei tre centurioni, di altri reparti minori però non specificati. I comandanti dei celeri avevano il compito all'età di Numa Pompilio di officiare al terzo gruppo di riti e cerimonie sacre. Riguardo ancora al tribunus celerum, però, sembra che secondo quanto detto da Livio sia stato presente ancora alla fine dell'età regia nella figura di Lucio Giunio Bruto.

## Origine del nome
Riguardo all'origine della denominazione della guardia personale dei Celeres le fonti riportano due diverse opinioni: la prima è che il nome del reparto derivi dal loro primo comandante Celere, che avrebbe ucciso il fratello di Romolo, Remo, e a cui poi Romolo avrebbe concesso il comando di questo reparto; la seconda opinione invece vuole che il reparto fu chiamato così poiché molto spesso era in grado di salvare le sorti di una battaglia intervenendo molto velocemente, infatti Celeres vorrebbe dire Reparti celeri , da cui è derivato l'attuale reparto di Polizia romana detto "Celere" e i suoi componenti detti "Celerini".